# Suore della Santissima Anima di Nostro Signore Gesù Cristo
Le suore della Santissima Anima di Nostro Signore Gesù Cristo (in polacco Zgromadzenie Sióstr Najświętszej Duszy Chrystusa Pana) sono un istituto religioso femminile di diritto pontificio: le suore di questa congregazione pospongono al loro nome la sigla C.A.Ch.

## Storia
Le origini della congregazione risalgono al 27 novembre 1920, quando la fondatrice, Sophia Tajber (1890-1963), si stabilì a Cracovia per diffondere la conoscenza della dottrina religiosa e sociale della Chiesa tra giovani e adulti.
Nel 1923 la Tajber organizzò una comunità di giovani donne e, durante la seconda guerra mondiale, la fraternità si dedicò all'assistenza a militari e sinistrati. Il sodalizio venne eretto in congregazione religiosa nel 1949 ma, nel 1950 il governo polacco espulse le suore da scuole e ospedali.
La congregazione ottenne il riconoscimento pontificio il 25 dicembre 1981.

## Attività e diffusione
Le suore si dedicano all'istruzione e all'educazione cristiana della gioventù, all'assistenza a invalidi e anziani in ospedali e a domicilio, alla collaborazione nelle parrocchie.
Oltre che in Polonia, sono presenti negli Stati Uniti d'America e in Camerun; la sede generalizia è a Cracovia.
Alla fine del 2008 la congregazione contava 107 religiose in 16 case.